# Micănești
Micănești – wieś w Rumunii, w okręgu Hunedoara, w gminie Zam. W 2011 roku liczyła 86 mieszkańców.